# كتلة الوفاء
كتلة الوفاء عبارة عن قائمة انتخابية تنافست في الانتخابات المحلية الفلسطينية في مايو 2005 في بيت لحم في الضفة الغربية. حصلت الكتلة على دعم رسمي من حركة الجهاد الإسلامي في فلسطين. قدمت الكتلة 4 مرشحين. كان المرشح الأعلى للكتلة ناصر عيسى حسن شوكة.